# Jane Colquhoun
Jane Colquhoun foi uma boba escocesa na corte de Maria, Rainha dos Escoceses.
Em outubro de 1566 quando a corte estava no Castelo de Stirling, Mary encomendou um novo traje para Jane Colquhoun. Um pano vermelho e amarelo foi comprado para o seu vestido, casaco e meias. Vermelho e amarelo eram as cores heráldicas da Casa de Stewart. O traje pode ter sido multicolor.
Em abril de 1567, um pano preto francês foi comprado por "Jonet Colquhoun".